# Sentiero Roma

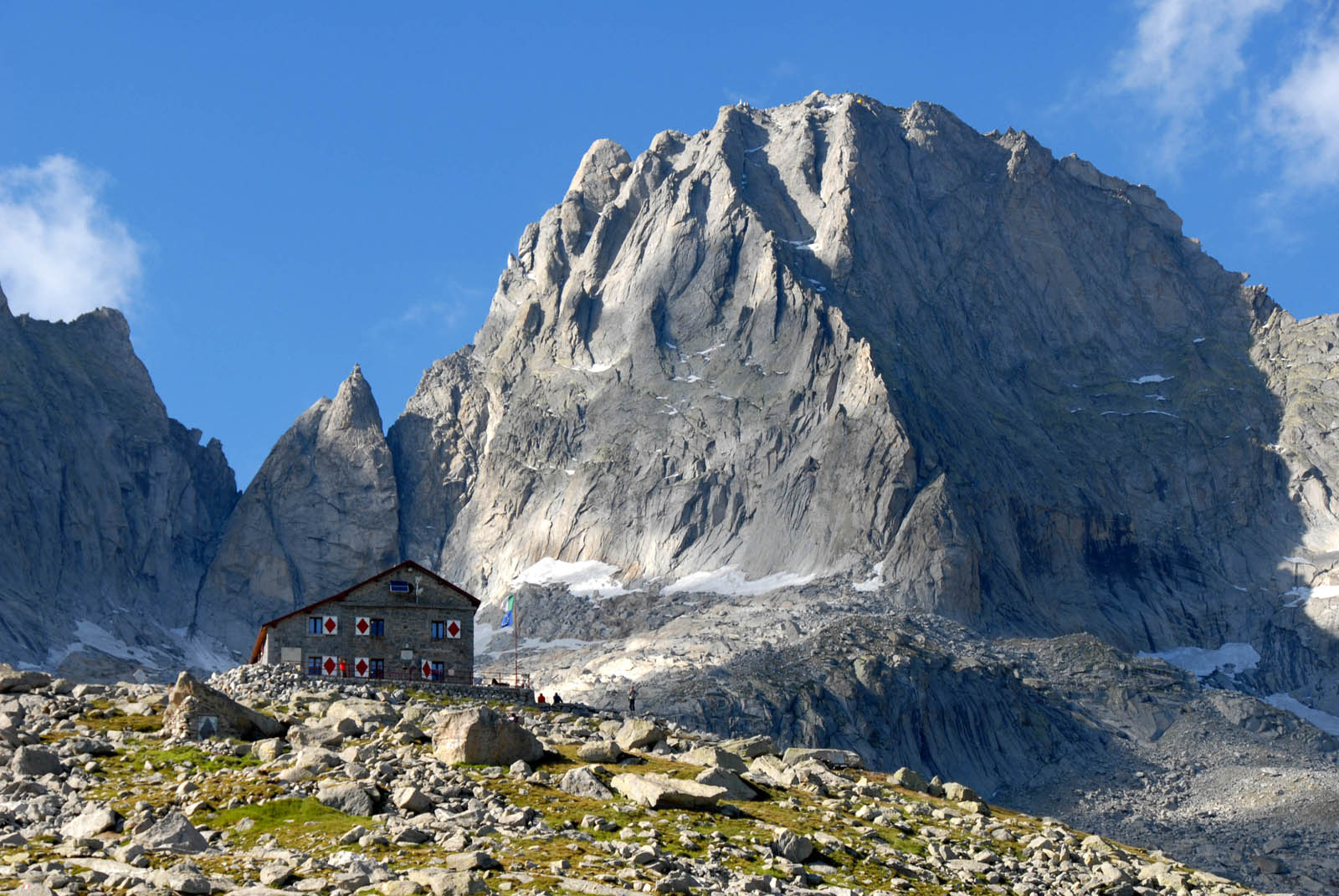
Capanna Gianetti e Pizzo Badile

Il sentiero Roma è un'alta via lunga 54 km che percorre buona parte della Val Codera per poi passare per l'intera testata della val Masino, sul versante italiano dei monti della Val Bregaglia, nelle Alpi Retiche occidentali. Il percorso termina poi in Valmalenco.
L'itinerario si svolge tutto al cospetto di grandi montagne di granito, tra cui il Ligoncio, Badile, il Cengalo e la cima di Castello, e termina ai piedi del Disgrazia. L'intero tracciato, molto spettacolare e frequentato, viene normalmente suddiviso in cinque giorni, con pernottamento nei rifugi. Per la maggior parte - escluse cioè la salita iniziale dal fondovalle e la ridiscesa finale - il percorso si mantiene intorno ai 2500 metri di quota.
Il sentiero, perfettamente segnalato, richiede allenamento, attrezzatura adeguata ed esperienza: per la quota alla quale si svolge, per la lunghezza, per la possibilità di trovare neve o ghiaccio e per i numerosi passaggi impegnativi e talvolta esposti, peraltro tutti attrezzati.

## Rifugi
Lungo il percorso e le sue varianti si trovano i rifugi e i bivacchi seguenti.
| Rifugio Brasca            | Val Codera           | 1304 m | CAI Milano                  |
| Rifugio Omio              | Valle dell'Oro       | 2100 m | CAI-SEM                     |
| Rifugio Gianetti          | Val Porcellizzo      | 2534 m | CAI Milano                  |
| Bivacco Molteni-Valsecchi | Valle del Ferro      | 2510 m | CAI Como                    |
| Rifugio Allievi-Bonacossa | Val di Zocca         | 2385 m | CAI Milano                  |
| Bivacco Manzi-Pirotta     | Val Torrone          | 2550 m | CAAI                        |
| Bivacco Kima              | Val Cameraccio       | 2700 m | Associazione Kima Valmasino |
| Rifugio Ponti             | Valle di Preda Rossa | 2559 m | CAI Milano                  |
| Rifugio Scotti            | Val di Sasso Bisolo  | 1500 m | Privato                     |

## Storia
Il sentiero fu tracciato dalle guide della val Masino a partire dal 1928, su richiesta della sezione di Milano del CAI, proprietaria dei rifugi della zona. Inizialmente furono realizzati i tratti Gianetti-Allievi e Allievi-Ponti. In seguito il sentiero fu prolungato per collegare i rifugi Omio e Brasca.
Il nome celebrativo rispecchia il clima degli anni in cui il sentiero fu ideato.

## Itinerario
Il percorso più classico e frequentato si svolge ad anello, con partenza e arrivo in val Masino, lungo le tappe seguenti:
- Bagni di Masino 1172 m - Rifugio Omio 2100 m: ore 2,45[1]; difficoltà E
- Rifugio Omio 2100 m - Rifugio Gianetti 2534 m: per il passaggio del Barbacan (o passo del Barbacan sud-est) 2620 m; ore 2,45; EE
- Rifugio Gianetti 2534 m - Rifugio Allievi-Bonacossa 2385 m: per il passo Camerozzo 2765 m, il bivacco Molteni-Valsecchi 2510 m (il bivacco si trova a valle del sentiero), il passo Qualido 2647 m, il passo dell'Averta 2540 m; ore 5,30; EE
- Rifugio Allievi-Bonacossa 2385 m - Rifugio Ponti 2559 m: per il passo val Torrone 2518 m, il bivacco Manzi-Pirotta 2538 m (il bivacco si trova a est del sentiero), il passo Cameraccio 2950 m (quota massima del sentiero), il bivacco Kima 2700 m (il bivacco si trova a monte del sentiero), la bocchetta Roma 2898 m; ore 6,45; EE
- Rifugio Cesare Ponti 2559 m - Filorera 841 m: piana di Preda Rossa 1955 m, rifugio Scotti 1470; ore 3; E

Un'importante variante risale la val Codera e si innesta sul percorso precedente nel tratto Omio-Gianetti:
- Novate Mezzola 212 m - Rifugio Brasca 1304 m: per Codera 825 m; ore 4; E
- Rifugio Brasca 1304 m - Rifugio Gianetti 2534 m: per il Passo del Barbacan 2598 m; ore 6; EE

Tutti i rifugi e tutte le valli attraversate sono servite da sentieri che permettono di scendere in valle direttamente o, al contrario, di raggiungere e collegarsi col Sentiero Roma in punti intermedi.

## Trofeo Kima
Dal 1995 lungo il Sentiero Roma si corre il Trofeo Kima, una maratona d'alta quota considerata tra le più impegnative del panorama mondiale di skyrunning. Il trofeo è dedicato alla memoria di Pierangelo Marchetti "Kima", guida alpina valtellinese, morto nel 1994 durante una missione di soccorso.
Il percorso si svolge su una distanza di 50 chilometri con più di 3800 metri di dislivello. I vincitori compiono l'intero percorso, in senso antiorario con partenza e arrivo a Filorera, in circa 6 ore e 30 minuti.

## Prima traversata invernale
La prima traversata invernale dei sentieri Risari e Roma (rifugi Omio, Gianetti, Allievi-Bonacossa e Ponti) è stata compiuta in cinque giorni nel febbraio 1993 da Giuseppe Popi Miotti e Sergio Salini con anche le salite alle vie normali del Pizzo Badile e del Monte Disgrazia.